# Sucra
Sucra (Sukhra; (Ctesifonte, m. 493) foi um nobre sassânida da Casa de Carano que esteve ativo sob os xás Perozes I (r. 459–484), Balas (r. 484–488) e Cavades I (r. 488–496). Aparece pela primeira vez em 484 quando é nomeado por Perozes I como vizir de seu irmão Balas. Com a derrota e morte do xá em sua campanha contra o Império Heftalita, fez campanha para vingá-lo e conseguiu grande vitória contra os heftalitas.
Ao retornar, foi louvado pelos persas e atuou nos anos seguintes como o poder atrás do trono de Balas, que a pouco havia sido aclamado rei. Em 488, quando Cavades I faz uma revolta na tentativa de tomar o trono para si, Sucra apoia-o e depõe Balas. Nos cinco anos seguinte, novamente Sucra atua como poder atrás do trono. Em 493, Cavades o exila para Xiraz. Temeroso de uma revolta, Cavades I pede para Sapor de Rei fazer campanha contra ele, que é preso e levado para a capital. É executado no mesmo ano.

## Biografia

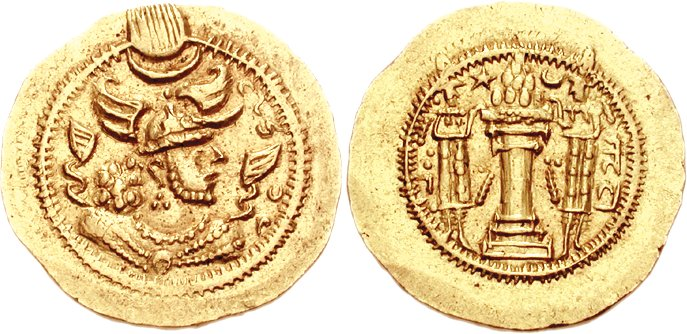
Dinar de ouro de r.

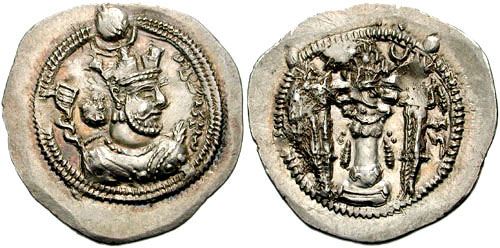
Dracma de Balas r.

Segundo Atabari, ele era nativo do distrito de Ardaxir-Churra, enquanto segundo Ferdusi era de Xiraz. Segundo Ferdusi, antes de partir para sua campanha contra o Império Heftalita, o xá Perozes I (r. 459–484) nomeou Sucra como ministro de Balas, o irmão de Perozes que havia sido nomeado como vice-regente. Com a morte do monarca sassânida em 484 na Batalha de Herate, Sucra partiu para o Império Heftalita para vingá-lo. Lá, num ato heroico, derrotou o rei heftalita Ascunavaz, resgatou os cativos e protegeu as riquezas do monarca sassânida; de acordo com Ferdusi dentre os cativos estava Cavades I, o filho de Perozes I.
Após sua vitória, retornou para o Irã onde, segundo Atabari, os persas "receberam-o com grande honra, exortaram seus feitos, e elevaram-o a um estatuto grandioso que ninguém, exceto os reis, foram capazes de alcançar depois dele." Segundo Ferdusi, ao retornar para a capital Ctesifonte na companhia de Cavades I, onde Balas (r. 484–488) havia sido proclamado rei, Sucra tornou-se o verdadeiro governante do Império Sassânida. Segundo o autor, ele foi responsável por restaurar a realeza e todas os magnatas do império estavam em seu comando e todos os assuntos do país sob seu controle.
Durante o reinado de Balas, Gusanastades, o canaranges de Abarxar, exortou os nobres persas para executar Cavades. Eles, contudo, se recusaram a aceitar a proposta e, ao invés disso, prenderam-o, que mais tarde conseguiu escapar e refugiar-se na Ásia Central. Em 488, Cavades retorna à Pérsia com a ajuda dos heftalitas. Durante sua subsequente revolta, que teve apoio de outros nobres persas como Adergudunbades, um parente de Gusanastades, Sucra contou a Balas que ele era inadequado para governar como rei e então o depôs em favor de Cavades.
Mesmo após a ascensão dum novo rei, Sucra ainda manteve grande quantidade de poder. Foi ele que controlou todos os assuntos do império. Ninguém exceto ele tinha acesso ao rei, e mesmo o clero não estava sob autoridade de Cavades. Num relato sobre a suposta fuga de Cavades I para junto do grão-cã dos turcos durante o reinado de Balas, Atabari afirma que, quando retornou para Ctesifonte, "procurou por Sucra [...] [e] delegou-lhe todos seus poderes executivos. Sucra estava no comando do governo do reino e da administração dos assuntos [...] as pessoas vinham a Sucra e empreenderam todas suas relações com ele, tratando Cavades como uma pessoa sem importância e considerando seus comandos com desprezo."

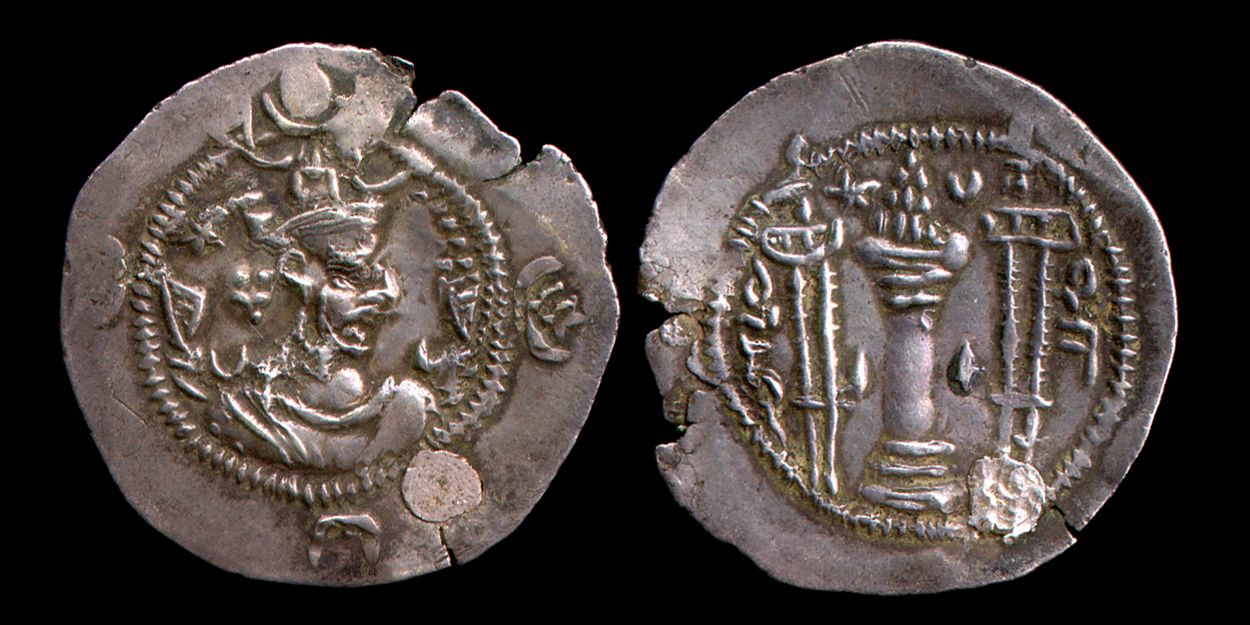
Dracma de (r. 488–496; 499–531)

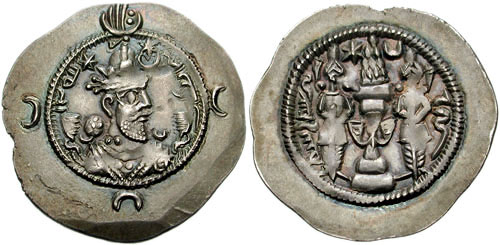
Dracma de r.

De acordo com Ferdusi, após 5 anos como governante de facto do império, Cavades enviou Sucra em exílio para Xiraz. Segundo o autor, ele controlava tudo, exceto a coroa: em várias regiões muitos membros da elite pagaram-lhe tributos e com o rumor de que Cavades foi somente um rei nominal, tanto o tesouro como o exército estiveram sob seu controle. Nessas circunstâncias, temendo uma rebelião, Cavades convocou Sapor de Rei, da família mirrânida, para confrontá-lo. Junto de seu exército, Sapor reuniu as forças de todos os nobres descontentes e direcionou-as contra Xiraz. Lá, Sucra foi derrotado, capturado e levado para Ctesifonte onde foi executado.

## Legado
Mesmo após sua morte, sua família ainda manteve muito poder dentro do império. Em 498, seu filho Zarmir Carano ajudou Cavades a reclamar o trono de Zamasfes (r. 496–498), e o xá, por conseguinte, nomeou um dos demais filhos de Sucra, Burzemir, como seu ministro. Burzemir foi depois nomeado grão-framadar durante o reinado de Cosroes I (r. 531–579) e então serviu como aspabedes sob Hormisda IV (r. 579–590). Zarmir, junto com Carano, outro filho de Sucra, ajudou Cosroes em sua guerra contra os goturcos. Como recompensa, Zarmir recebeu terras no Zabulistão, enquanto Carano com terras no Tabaristão.